# Macrofilia

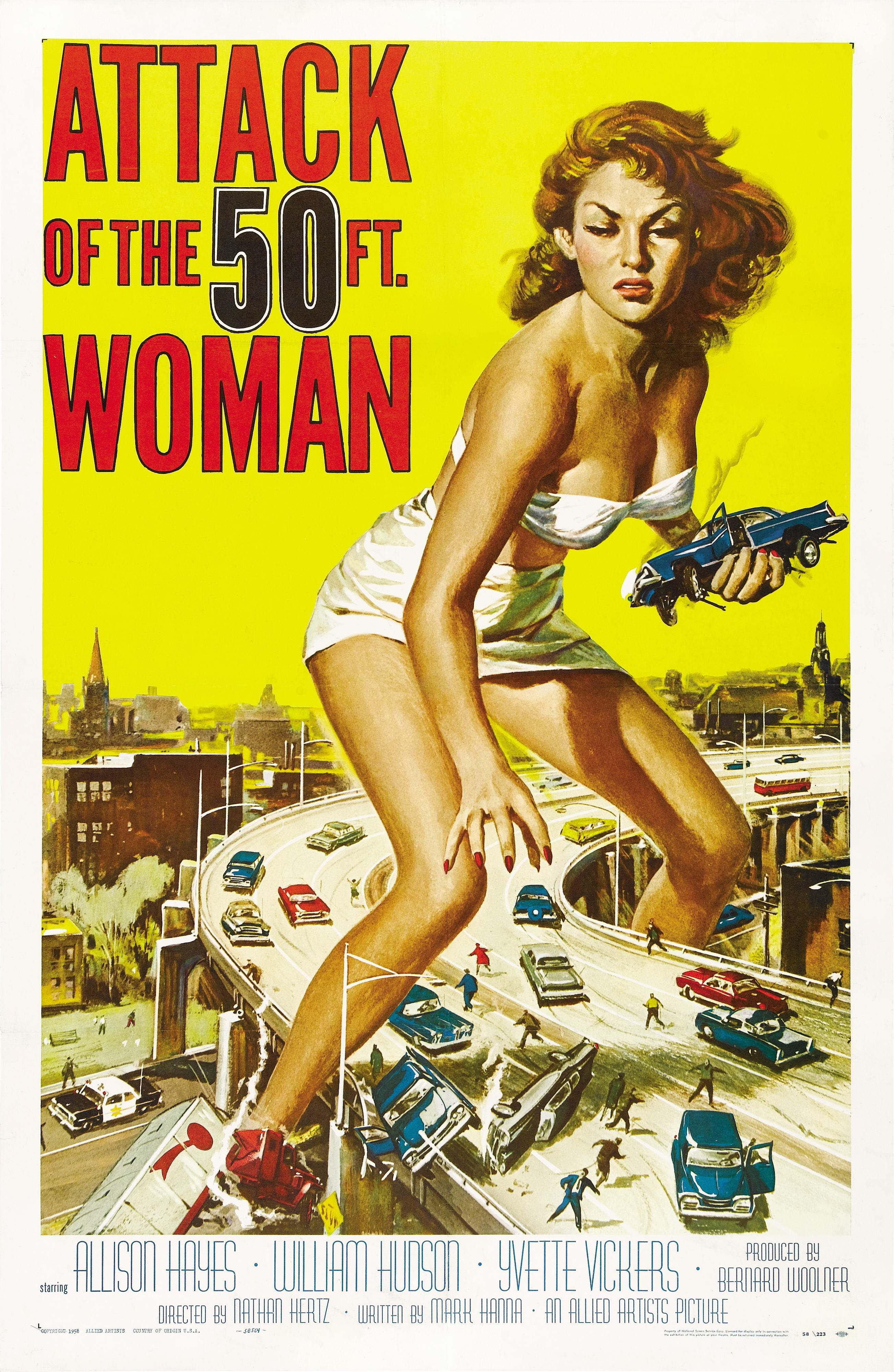
Cartaz do filme Attack of the 50 Foot Woman, onde mostra uma giganta atacando pessoas relativamente pequenas.

Macrofilia é a fascinação ou fantasia sexual envolvendo gigantes. Na maioria dos casos é uma fantasia masculina, onde o homem desempenha o papel "menor" e é dominado ou devorado por uma mulher de maior estatura. Comunidades online referem-se a essa subcultura como macro fetish ou GTS fetish. A sigla GTS é considerada pelos praticantes como uma abreviação de "giantess" ("giganta" em português) ou às vezes é tida como um acrônimo de "Giant Tiny Sex" ("Gigante Pequeno Sexo" em português).
Os praticantes geralmente veem gigantas como serem poderosos e dominantes e gostam de se sentirem pequenos e serem abusados, degradados, dominados ou devorados por alguém maior que eles. Mulheres que assumem o papel de giganta nesse tipo de fantasia costuma achar excitante o ato de ser venerada e se sentir poderosa.
Esse tipo de fantasia sexual fica muitas vezes no campo da ficção, com a comunidade produzindo conteúdos escritos e artes digitais em sites como DeviantArt e Pixiv, além de produzirem jogos voltados a esse fetiche, como Sizebox e Resize Me. Sites de conteúdo adulto como Clips4Sale, iWantClips e ManyVids hospedam diversas produções de vídeo com conteúdo relacionado à macrofilia.
Na vida real, macrófilos vivenciam o fetiche ao serem dominados com mulheres geralmente mais altas em situações que não necessariamente envolvem o ato sexual em si, como trampling, body worship e encenação sexual em geral.